# 阿斯丘維爾 (北卡羅萊納州)
阿斯丘維爾（英語：Askewville）是一個位於美國北卡羅萊納州伯蒂縣的城鎮。

## 人口
根據2020年美國人口普查的數據，阿斯丘維爾的面積為1.53平方千米，皆為陸地。當地共有人口184人，而人口密度為每平方千米120人。